# Stefan Canew
Stefan Canew Canew (bułg. Стефан Цанев Цанев, ur. 26 grudnia 1881 we wsi Gradec, okręg Sliwen) – bułgarski wojskowy, generał porucznik, w roku 1935 minister wojny.

## Życiorys
W 1902 ukończył szkołę wojskową w Sofii. Uczestniczył w wojnach bałkańskich jako intendent w sztabie dywizji, a następnie dowódca plutonu w 7 pułku piechoty. W czasie I wojny światowej dowodził kompanią piechoty. W stopniu pułkownika w 1927 objął dowództwo 10 pułku piechoty, a następnie 25 pułku piechoty. W 1934 dowodził 1 dywizją piechoty. Działacz Związku Wojskowego. 21 kwietnia 1935 objął stanowisko ministra wojny w rządzie Andreja Toszewa, które sprawował przez okres siedmiu miesięcy. W 1944 wyemigrował do Rzymu. Data jego śmierci pozostaje nieznana.

## Awanse
- podporucznik (Подпоручик) (1902)
- porucznik  (Поручик) (1905)
- kapitan  (Капитан) (1909)
- major  (Майор) (1916)
- podpułkownik  (Подполковник) (1919)
- pułkownik  (Полковник) (1925)
- generał major  (Генерал-майор) (1933)
- generał porucznik (Генерал-лейтенант) (1936)

## Odznaczenia
- Order za Waleczność IV st., 1. i 2 kl.
- Order Zasługi Wojskowej V st.
- Order Świętego Aleksandra I st. i IV st.
- Krzyż Żelazny II st.